# Robledo de Corpes
Robledo de Corpes é um município da Espanha na província de Guadalajara, comunidade autónoma de Castilla-La Mancha, de área 41,11 km² com população de 87 habitantes (2006) e densidade populacional de 2,64 hab/km².

## Demografia
| Variação demográfica do município entre 1991 e 2004 | Variação demográfica do município entre 1991 e 2004 | Variação demográfica do município entre 1991 e 2004 | Variação demográfica do município entre 1991 e 2004 |
| --------------------------------------------------- | --------------------------------------------------- | --------------------------------------------------- | --------------------------------------------------- |
| 1991                                                | 1996                                                | 2001                                                | 2004                                                |
| 86                                                  | 76                                                  | 105                                                 | 108                                                 |